# Chiola
 (mai 2014).

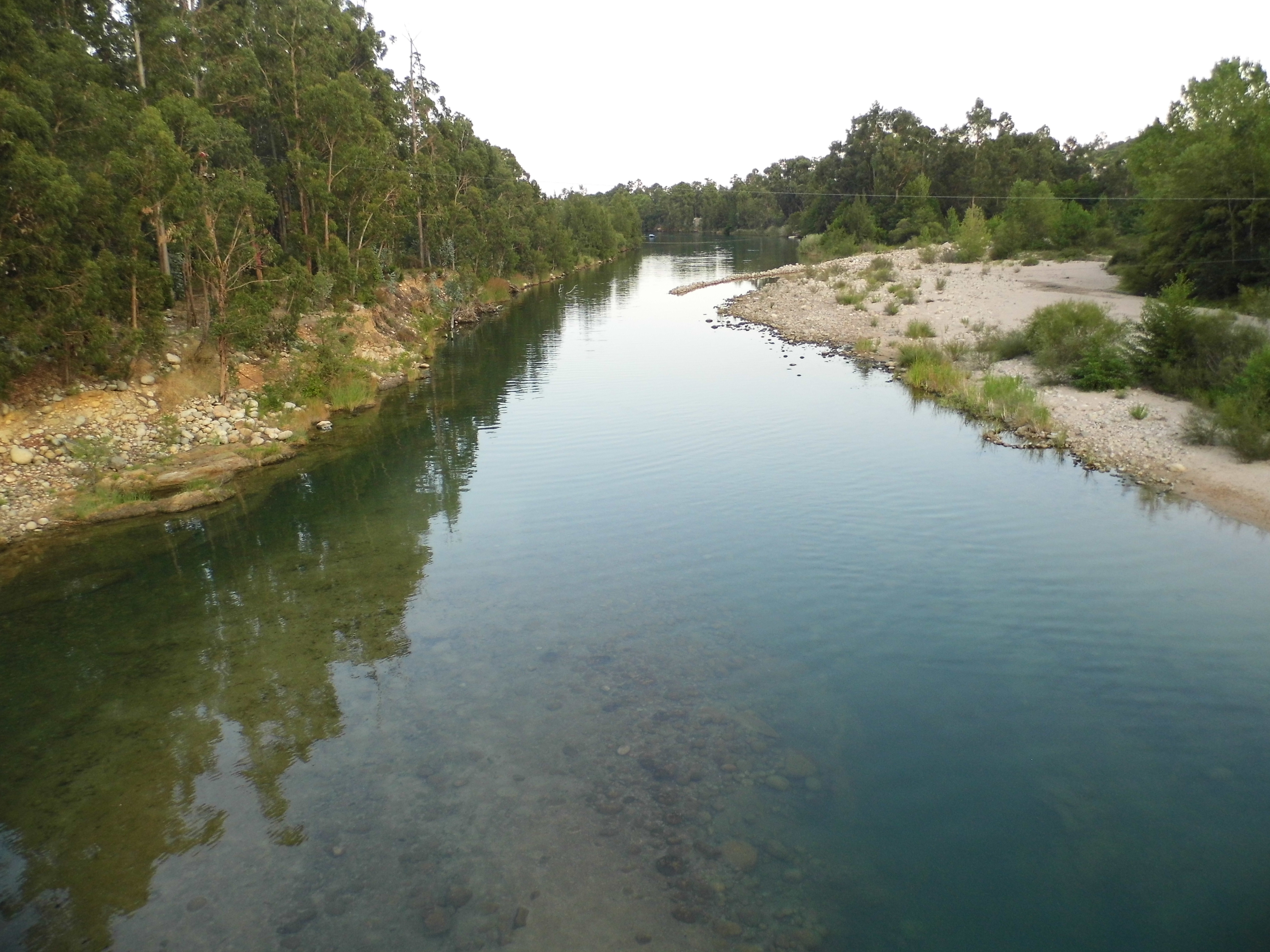
La Solenzara

Le Chiola est un ruisseau et un petit fleuve côtier du département Haute-Corse de la région Corse qui se jette dans la mer Tyrrhénienne.

## Géographie
D'une longueur de 11,6 kilomètres, le Chiola ou ruisseau de Vignale, en partie haute, prend sa source sur la commune de Solaro à l'altitude 900 mètres.
Il coule globalement de l'Ouest vers l'Est.
Il a son embouchure en mer Tyrrhénienne sur la commune de Solaro, à l'altitude 0 mètres entre la mairie de Solaro au Nord et la marine de Chiola au Sud.
Les cours d'eau voisins sont la Solenzara au Sud et au Nord le Travo

### Communes et cantons traversés
Dans le seul département de la Haute-Corse, le "Chiola" traverse la seule commune de  Solaro de sa source jusqu'à son embouchure.
Soit en termes de cantons, le Chiola prend sa source et a son embouchure sur le même ancien canton de Prunelli-di-Fiumorbo, maintenant le canton de Fiumorbo-Castello dans l'arrondissement de Corte.

### Bassin versant
La superficie du bassin versant « Cotiers du Travo au Solenzara inclus » (Y960) est de 133 km2. Son bassin versant est d'environ un tiers du précédent soit 40 km2.

### Organisme gestionnaire
L'organisme gestionnaire est le Comité de bassin de Corse, depuis la loi corse du 22 janvier 2002.

## Affluents
Le Chiola a cinq affluents référencés :
- ----- le ruisseau d'Arjaja (rd[note 2]) 2,4 km, sur les deux communes de Solaro et Sari-Solenzara.
- le ruisseau de l'Ori (rg) 1,9 km, sur la seule commune de Solaro.
- le ruisseau de Petra Gialla (rg) 2 km, sur la seule commune de Solaro.
- ----- le ruisseau de Capicoli (rd) 2,1 km, sur la seule commune de Solaro.
- ----- le ruisseau de la Licciola (rd) 1,4 km, sur la seule commune de Solaro.

### Rang de Strahler
Le rang de Strahler est de deux.

## Aménagements et écologie
En bord de mer et le long de la Costa Serena, la RT 10 (ex-RN 198) traverse le Chiola, à l'altitude 8 mètres, sur le Pont de Chiola. C'est un cours d'eau de première catégorie.